# 10208 Germanicus
A 10208 Germanicus (korábbi nevén 1997 QN1) a Naprendszer kisbolygóövében található aszteroida. Antonio Vagnozzi fedezte fel 1997. augusztus 30-án.
A bolygót Germanicus Iulius Caesar (Kr. e. 15 – Kr. u. 19) római hadvezérről nevezték el.

## Kapcsolódó szócikk
- Kisbolygók listája (10001–10500)